# ZS-9

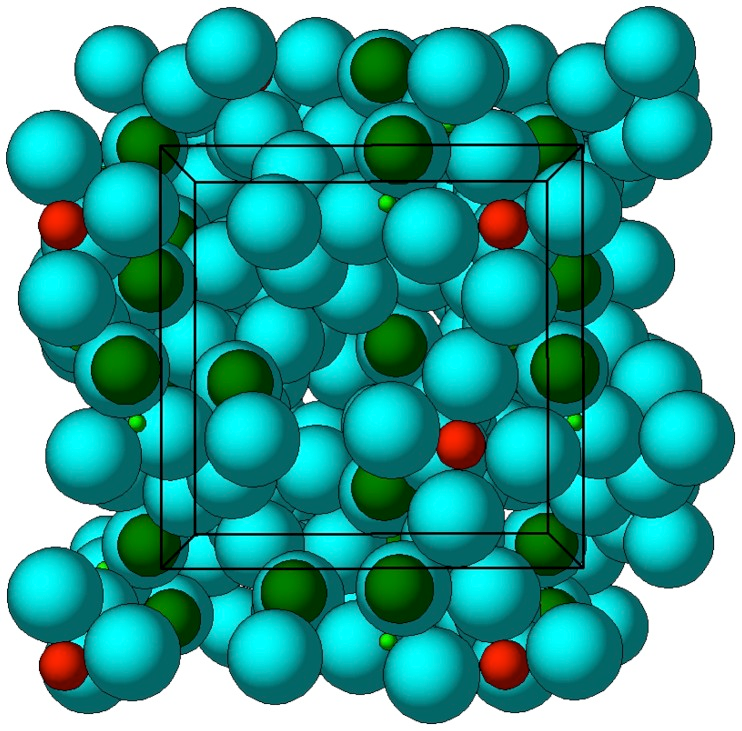
Structure cristalline du ZS-9.

Le ZS-9, ou cyclosilicate de zirconium sodique, vendu aux USA sous le nom « Lokelma », est une molécule autorisée depuis 2018 aux USA et en Europe pour le traitement de l'hyperkaliémie.

## Mode d'action
Il agit comme un piège à ions potassium dans un réseau de micropores qui n'est pas absorbé par le tube digestif.

## Efficacité
Il a été testé dans l'hyperkaliémie,, en particulier en cas d'insuffisance rénale chronique ou d'insuffisance cardiaque.

## Effets secondaires
L'effet secondaire principal est une diarrhée.